# Cinematic Titanic

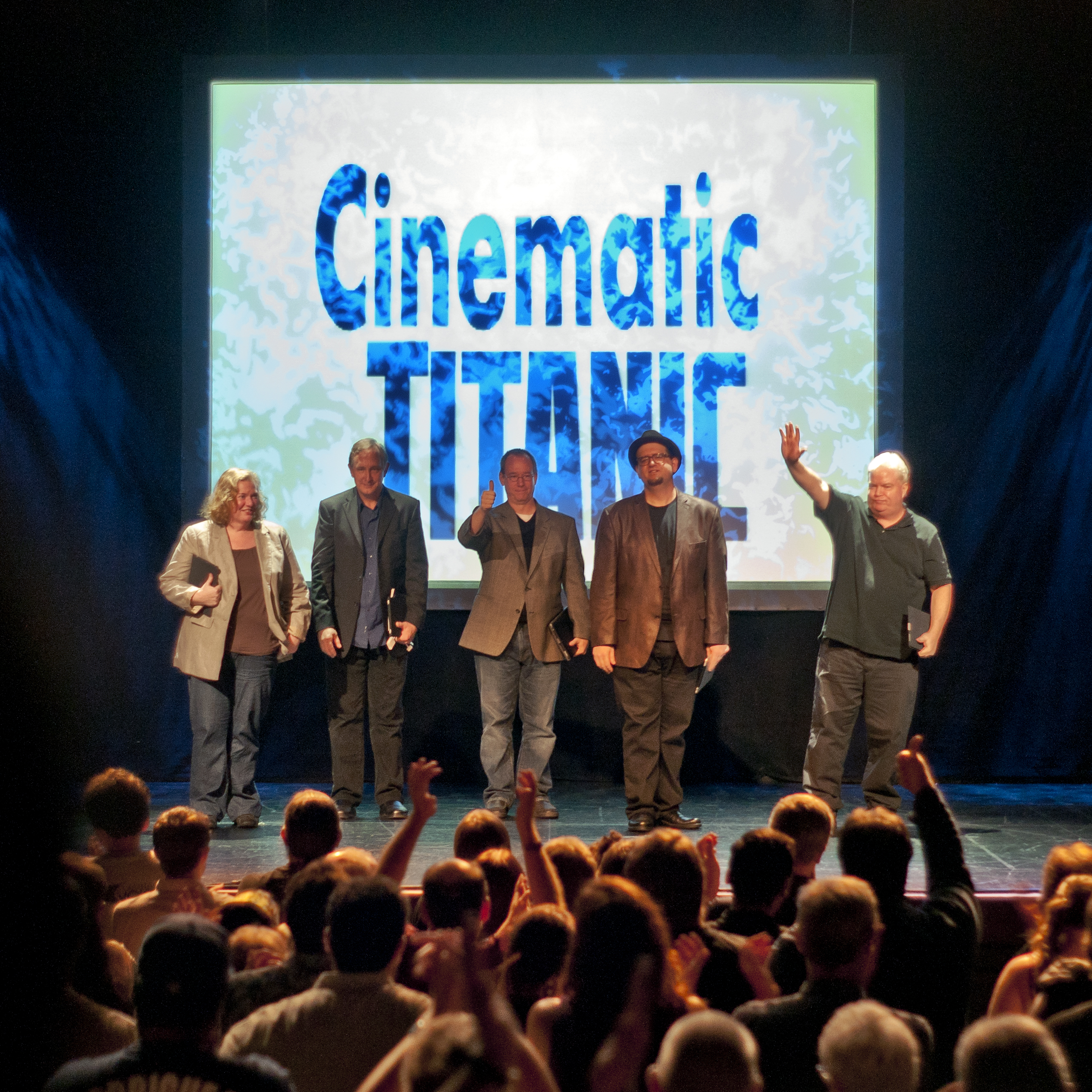
Cast van Cinematic Titanic

Cinematic Titanic is een project van Joel Hodgson, de bedenker en originele presentator van Mystery Science Theater 3000 (MST3K). Het project bestaat eruit dat Joel, geholpen door anderen, slechte films bespot op dezelfde manier als in MST3K. Hij wordt hiervoor bijgestaan door veel leden van de originele MST3K cast. Dit zijn onder andere Trace Beaulieu, J. Elvis Weinstein, Frank Conniff en Mary Jo Pehl.

## Omschrijving
Net als in Mystery Science Theater 3000 ziet de kijker in beeld de film, met daaromheen het silhouet van een bioscoopzaal. Naast de bekende rij stoelen onder in beeld (zoals in MST3K), zijn er nu ook stellages aan de zijkanten waar mensen op staan om bepaalde dingen in de film beter aan te kunnen wijzen. De cast zit aan beide kanten van het scherm in plaats van enkel rechtsonder.
Net als in MST3K wordt de film soms onderbroken voor tussenstukjes, maar deze sluiten minder nauw aan op de films dan in MST3K.

## Uitgave
De eerste live-uitzending was een privéshow voor medewerkers van Industrial Light & Magic op 7 december, 2007. Na deze liveshow werkte de cast een aantal van de grappen wat verder uit. De pilot van Cinematic Titanic werd op DVD uitgebracht op 21 december 2007 via de download-to-burn compagnie EZTakes. Vanwege problemen met de auteursrechten was de aflevering niet te downloaden tot 2 april 2008.
Zowel de privéshow als de pilot bespotten de film Brain of Blood. Een van de producers van deze film stond erop dat de Cinematic Titanic-versie een andere naam zou krijgen daar hij bang was dat er anders verwarring zou ontstaan. Derhalve draagt de Cinematic Titanic-versie de titel The Oozing Skull.
Toekomstige afleveringen zullen allemaal op DVD worden uitgebracht, en gedownload kunnen worden om zelf op een DVD te branden.